# Минц, Анатолий Ефимович
Анатолий Ефимович Минц (1928 — февраль 1977, Ленинград) — советский актёр театра и кино, коллекционер.

## Биография
Родился в 1928 году.
Работал актёром в Ленинградском театре музыкальной комедии и в Ленинградском театре имени Ленинского комсомола.
Фанатично увлекался коллекционированием антиквариата и нумизматикой. Благодаря ценностям нажил многомиллионное состояние. Так, однажды, продав редкую монету, на следующий же день он приобрёл жигули. По воспоминаниям друга и коллеги Минца Владимира Татосова, увлечение его друга граничило с помешательством. Например, однажды во время гастролей в Благовещенске он случайно услышал историю про клад, зарытый во дворе соседнего дома, и вскоре после окончания спектакля отправился на его поиски, перекопав весь двор лопатой.
Нередко он выкупал драгоценности у мелких торговцев и алкоголиков по цене гораздо ниже их себестоимости.
В 1977 году у Минца украли большую коллекцию русских монет, которую он считал делом всей жизни, однако обращаться в милицию он категорически отказался, вероятно, боясь расправы со стороны криминалитета или конфискации остальных его ценностей. Один из грабителей припас несколько монет себе и при попытке их сбыть был арестован. Выяснилось, что это монеты из украденной коллекции Минца, а главарь банды грабителей — Юрий Алексеев, маскирующийся под горбуна. Вскоре к пребывающему в депрессии Минцу пришёл молодой парень, предложивший ему сделку, после которой монеты могут быть возвращены хозяину. Однако за ним следили оперативные сотрудники, которые вскоре установили местонахождение главаря банды и части награбленного. Однако бандиты узнали об этом, и один из них попытался перенести часть награбленного в чемодане в другое место. При попытке задержания он пытался сбежать от оперативников по крышам домов, однако сорвался и погиб. Поймать главаря тогда не удалось.
В феврале 1977 года на Анатолия Минца с крыши упала огромная глыба льда. Через три дня он скончался в больнице. По словам Владимира Татосова, через какое-то время некий гражданин намекнул ему, что трагическая гибель Минца может быть неслучайной и, возможно, связана с бандой Алексеева (который был арестован в 1982 году). Этой же версии придерживается и редакция программы «Следствие вели…».

## Творчество

### Фильмография
- 1963 — Голубой огонёк-1963 — участвовал в части «Город спит» с Владимиром Татосовым
- 1974 — Сержант милиции
- 1974 — Соломенная шляпка — родственник невесты
- 1976 — Небесные ласточки — садовник

## В культуре
- Бандитский Петербург. Фильм 1. Барон
- Дело Горбатого. Фильм из цикла «Следствие вели…»